# Foudre en boule
Pour les articles homonymes, voir foudre en boule (homonymie).

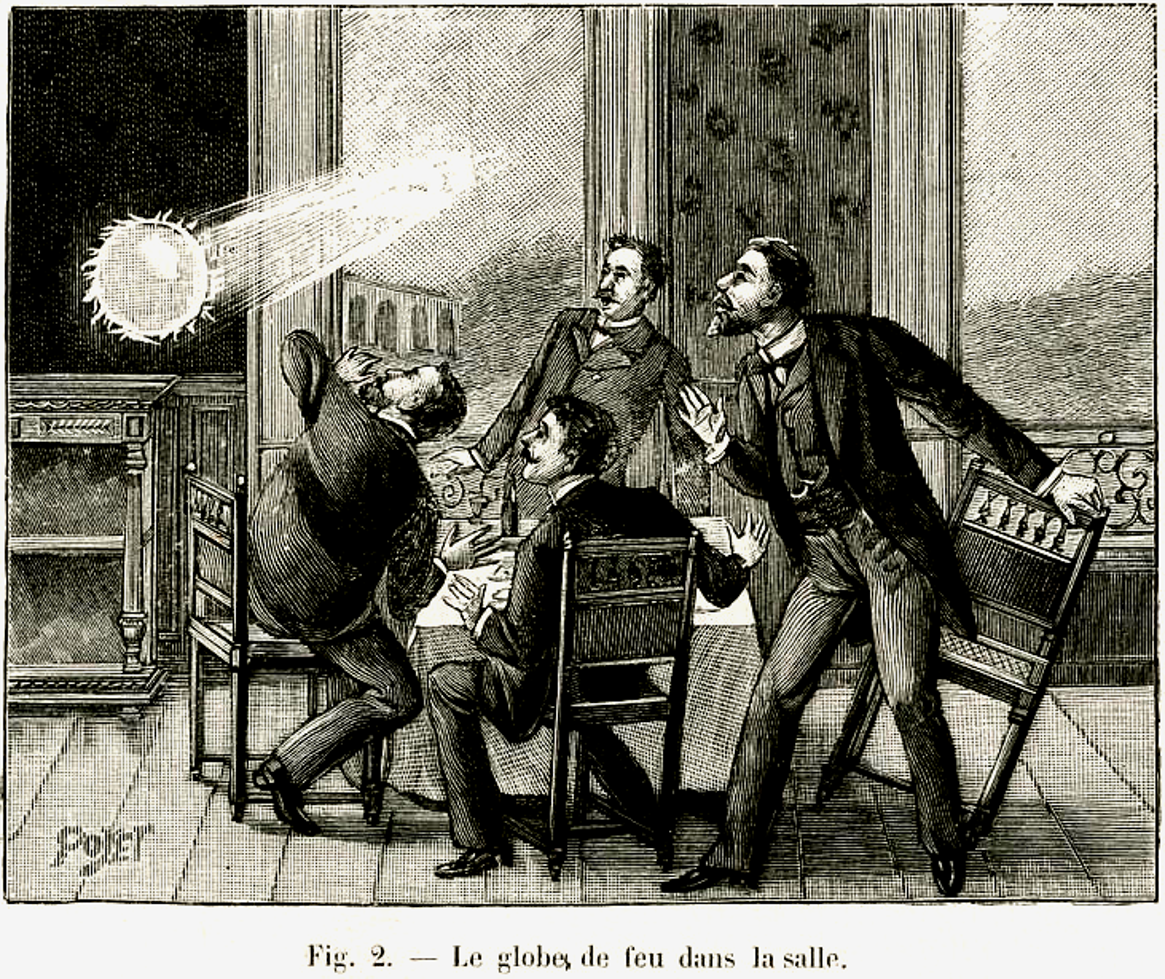
Gravure du XXe siècle de Louis Poyet (La Nature - Année 1901, p. 361) illustrant le phénomène de foudre en boule.

La foudre en boule, ou foudre globulaire, est un phénomène météorologique rare encore inexpliqué. Il s'agit d'une sphère lumineuse d’une vingtaine de centimètres qui apparaît au cours d’un orage. Les connaissances à son sujet sont très fragmentaires : le phénomène n’a pu être reproduit expérimentalement qu’en 2007, et expliqué en 2014.

## Description

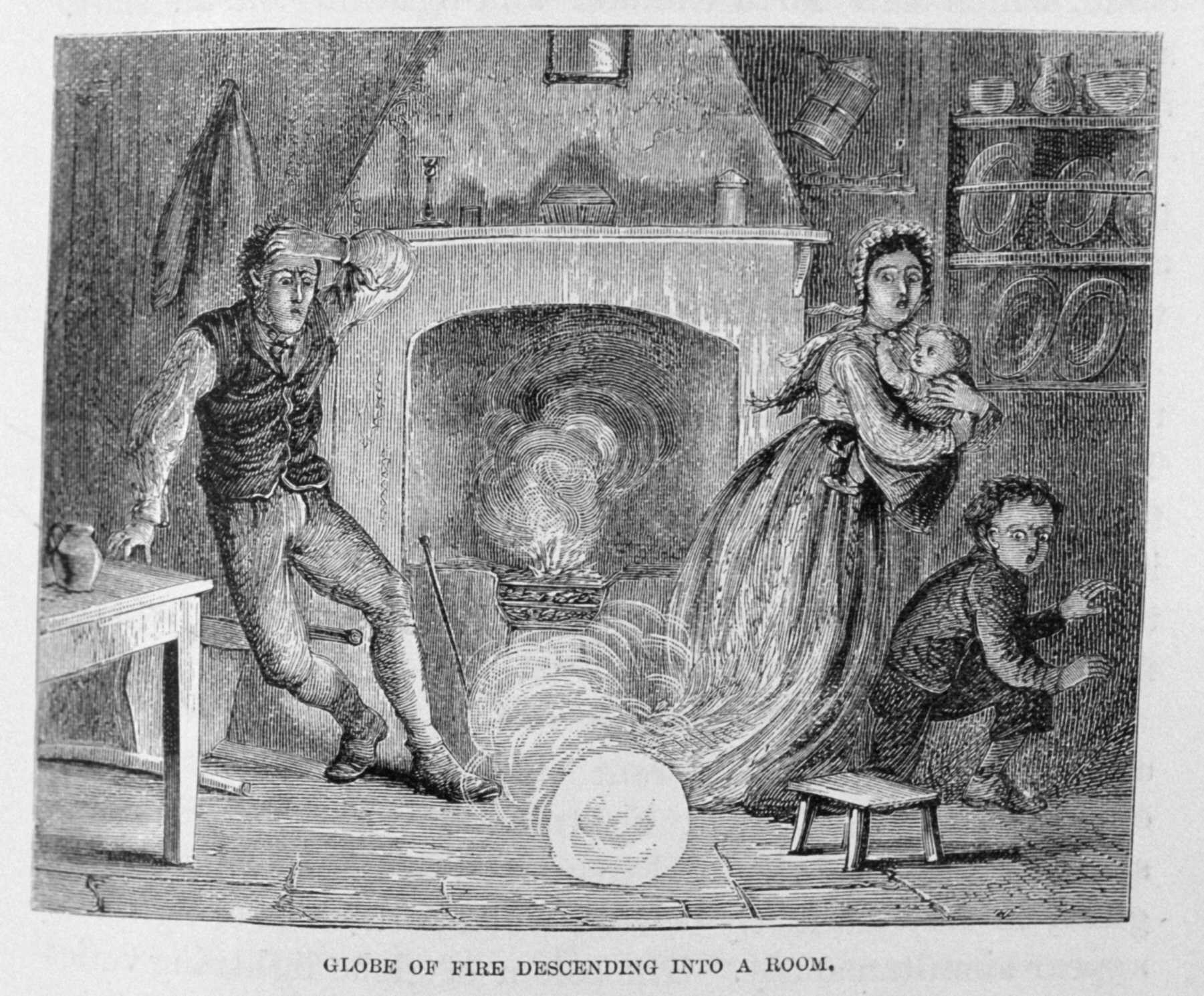
Boule de feu descendant dans une habitation par le Dr G. Hartwig, Londres, 1886.

L’apparition de la foudre en boule peut avoir lieu après celle d’un éclair. Elle est généralement jaune tirant vers le rouge, même si elle peut être bleue, verte ou blanche. Elle est souvent accompagnée de crépitements ou d’un sifflement après le tonnerre et d’une odeur d’ozone, de soufre ou d’oxyde nitrique. Son diamètre varie généralement de vingt à quarante centimètres et sa durée de vie varie entre une et cinq secondes. Elle peut rester immobile ou bien se déplacer horizontalement à une vitesse de quelques mètres par seconde, avec un mouvement de rotation sur elle-même. Les boules de foudre se montrent souvent sensibles aux champs électromagnétiques, attirées par les fils et les prises électriques, ou encore les voitures. Une boule de foudre peut s’éteindre de deux manières. Le premier mode est explosif, rapide et accompagné d’un bruit violent. Le second est une extinction silencieuse dont la durée est variable. La luminosité de la boule peut être très forte ou au contraire faible, tandis que sa température peut atteindre les 1 700 °C. Cependant, dans son sillage, la température ne dépasse pas 60 °C d’après certains témoignages. Des témoins rapportent même en avoir vu traverser des avions ou encore des fenêtres ou des murs ; ou encore après un événement orageux intense et préalablement à une grêle de très fort calibre (huit centimètres de diamètre environ) ; lors d'une période de forte humidité de l'air, durant près de deux heures, à intervalles de dix minutes environ ; des boules de foudre de quelques centimètres de diamètre, suivies d'un panache très lumineux de plusieurs mètres, se déplaçant à faible allure sur des trajectoires presque rectilignes, parallèlement au sol, à quelques mètres de l'observateur et avec une persistance d'une minute au moins à chaque fois.
En 2013, des scientifiques chinois parviennent à enregistrer une boule de feu sur le terrain (boule d'un diamètre apparent de 5 mètres, se déplaçant horizontalement à 30 km/h et ayant un spectre qui indique qu'elle contient notamment du silicium, du calcium et du fer, les mêmes éléments que dans le sol) à l'aide de caméras vidéos et de spectrographes observant un orage.

## Théories
Concernant ce phénomène, on possède très peu de connaissances, fondées principalement sur des témoignages. On ne sait donc pas encore comment la foudre en boule se crée, mais il existe différentes théories.
Tout d’abord, la théorie du modèle chimique explique que, puisque les boules de foudre apparaissent en général pendant un violent orage, un impact de foudre a lieu. En frappant le sol, il vaporise des particules de silicium en train de brûler, d’oxygène et de carbone qui s’associent entre elles pour former de longues chaînes. Ces filaments qui brûlent lentement ont tendance à se replier sur eux-mêmes pour former des boules (cf. analogie avec les polymères). Ces particules, de taille micro voire nanométrique, sont chargées négativement. Celles-ci peuvent alors former une sphère qui va lentement s’oxyder à l’air. Cette théorie a été avancée par John Abrahamson et James Dinniss de l’université de Canterbury en Nouvelle-Zélande, dont les travaux ont été poursuivis par Antonio Pavo et Gerson Paiva, deux chercheurs de l'Université fédérale du Pernambouc au Brésil qui ont réussi à produire le phénomène en vaporisant un mince substrat de silicium à l’aide d’un arc électrique de 140 A. La théorie chimique n'explique cependant pas l'énorme quantité d'énergie électrique contenue, capable de faire griller des appareils électriques, ni les grésillements perçus par les témoins.
La physique des plasmas peut fournir une explication à l'énergie contenue. La boule de foudre contiendrait un plasma, formé à partir d’un gaz ordinaire dans lequel la foudre provoque l’arrachement d’un ou de plusieurs électrons à un grand nombre d'atomes et de molécules. Ces atomes et molécules sont alors ionisés, et on dit que l’état plasma est atteint lorsque suffisamment d’atomes ont été ionisés pour que le milieu adopte un comportement macroscopique qui s'écarte de celui d'un gaz ordinaire. La boule de plasma serait parcourue par des lignes de courant électrique bouclées sur elles-mêmes et s’interpénétrant de façon à se confiner mutuellement par les champs magnétiques qu’elles créent. Ceci est rendu possible pour de très hautes températures (3 000 °C), qui sont largement obtenues après le passage d’un éclair. Une fois créée, la boule dissipe son énergie sous forme thermique et lumineuse. Cela diminue sa température, jusqu’à ce que la conductivité du plasma soit trop faible pour assurer la stabilité. La boule de feu finit alors son existence en se désagrégeant. En 2006, cette théorie est expérimentée par une équipe de chercheurs israéliens (Eli Jerby et Vladimir Dikhtyar) qui parviennent à créer des mini-boules de feu (trois centimètres de diamètre) grâce à un simple four à micro-ondes modifié qui bombarde de micro-ondes un échantillon en silicium. Cependant cette expérience n'est qu'un demi-succès car les mini-boules de feu ne survivent que quelques millièmes de seconde (soit 1 000 à 100 000 fois moins que le phénomène observé dans la nature).
Cependant aucune de ces deux théories, qui font intervenir de la matière, n'explique les observations de certains témoins qui ont vu la foudre en boule traverser un mur.
Dans les deux cas, on considère que la persistance de la foudre en boule ainsi que son insensibilité à la convection (ne s'élève pas malgré une forte température) peuvent être maintenues par les forts rayonnements électromagnétiques de la foudre. L’Académie des sciences de la fédération de Russie organise tous les ans les conférences RCCNT-BL (Russian Conferences on Cold Nuclear Transmutation of Chemical Elements and Ball Lightning). Ces conférences  font régulièrement le point sur les recherches actives qui sont menées sur ces sujets en Russie. Le phénomène de la « foudre en boule » est en effet particulièrement étudié par les équipes qui travaillent sur la fusion contrôlée et sur la propulsion spatiale. Le vocable de « plasmoïde » est la dénomination scientifique de la foudre en boule. Il existe deux types de plasmoïdes : le type alpha (anneau de courant électrique confiné par son champ) et le type bêta (décharge électrique enroulée selon la surface d’un tore et confinant son propre champ magnétique). Dans les deux cas, les lois de Maxwell font que la variation, décroissante, du courant induit une augmentation du champ magnétique, ce qui concourt à la persistance du phénomène pendant un temps variable. Véritables vortex d’énergie électrique condensée et auto-confinée, les plasmoïdes permettront peut-être de surmonter les énormes problèmes techniques rencontrés dans les installations de type tokamak.
Il a été suggéré que la foudre en boule est basée sur des oscillations non linéaires à symétrie sphérique de particules chargées dans le plasma,,,,,, - l'analogue d'un soliton spatial Langmuir. Ces oscillations ont été décrites dans les deux approches classique,, et quantique,,,. On a constaté que les oscillations de plasma les plus intenses se produisent dans les régions centrales de la foudre en boule. Il a été suggéré que les états de particules chargées, qui oscillent radialement, avec des tours orientées de manière opposée - l'analogue de paires de Cooper - pourraient apparaître à l'intérieur d'une foudre en boule,. Ce phénomène, à son tour, peut conduire à un état supraconducteur (sur la matière) dans une foudre en boule. L'idée de la supraconductivité dans une foudre en boule était considérée précédemment,. La possibilité de l'existence d'une foudre en boule avec un noyau composite a été également abordée dans ce modèle.
En 2014, la théorie du modèle chimique semble avoir été validée grâce à une expérience à l'initiative du chercheur James Brian Mitchell de l'université de Rennes 1, en collaboration avec Eli Jerby, menée au syncrotron européen de Grenoble. Pour démontrer que l'impact de la foudre formerait un plasma poussiéreux par condensation, mélange de nanoparticules de dioxyde de silicium, dû à la présence de sable dans le sol impacté, et de carbone, provenant de la végétation présente au sol, les chercheurs ont créé des boules de plasma grâce au dispositif mis au point par Eli Jerbi lors de ces recherches précédentes, une « perceuse à micro-ondes ». Les rayons X du synchrotron ont permis de mesurer la taille des particules. Cette expérience a démontré qu'il s'agissait bien de nanoparticules, et d'un plasma poussiéreux.
Pour expliquer la durée du phénomène, il serait dû au processus d'oxydation des nanoparticules de silicium.

## Culture
- Durant l'histoire, de nombreux phénomènes de foudre en boule ont pu être observés. Par exemple en 1753, alors qu'un savant russe nommé Georg Richmann pratiquait une expérience, il a été frappé à la tête par une boule de feu qui l'a tué sur le coup[15].
- Le phénomène de foudre en boule est évoqué dans le roman Voyage au centre de la Terre (1864) de Jules Verne. Une foudre en boule est observée par l'équipage de l'expédition lors d'un violent orage pendant la traversée sur la mer Lidenbrock.
- Dans le film Soleil trompeur de Nikita Mikhalkov (1994) une boule de feu traverse la maison, sans que les habitants s'en aperçoivent par une éclatante journée d'été[16].
- Le roman Boule de foudre de Liu Cixin (2004) est centré autour de la quête fictive de chercheurs et militaires chinois pour la compréhension du phénomène et sa possible utilisation, notamment en tant qu'arme[17].
Dans une note à la fin du roman, l'auteur témoigne avoir lui-même vu une foudre en boule à l'été 1981 au cours d'une tempête dans la ville de Handan, à l'extrémité sud de la rue Zhonghua[18].

Des bandes dessinées évoquent ce phénomène :
- Les Aventures de Tintin :
  - Les Sept Boules de cristal, apparition la plus célèbre du phénomène : histoire dans laquelle il participe à l'ambiance angoissante et fantastique liée à la malédiction de Rascar Capac (surnommé celui qui déchaîne le feu du ciel) ;
  - L'Oreille cassée, où il sauve Tintin des bandits en tombant dans leur cabane ;
  - L'Affaire Tournesol, il fait sauter les fusibles au château de Moulinsart.
- Blake et Mortimer : S.O.S. Météores, où il est fait allusion au physicien français Gaston Planté, qui pensait possible d'utiliser le phénomène comme accumulateur d'électricité et où il lui est donné raison ;
- L'Arabe du futur, par Riad Sattouf, tome 3.